# Paul Hemmings
Pour les articles homonymes, voir Hemmings.
Paul Jeremy Hemmings, né en mai 1963 à Liverpool, est un musicien multiinstrumentiste britannique.

## Biographie
Multiinstrumentiste mais principalement guitariste, Hemmings a été membre de divers groupes dont The La's (1987), The Onset (en) (1987-1991) et The Lightning Seeds (1994-1998). En 2005, avec The Floatation Project, il sort l'album Sonic Stories qui est suivi en octobre 2006 de Sounds From The Solar System.

## Discographie
Avec The Floatation Project
- Sonic Stories (2005)
- Sounds from the Solar System (2006)
- Made out of Worldly Shapes (2011)
- Late Night Blue (2011)

Autres
- The La's – Way Out (1987)
- The Onset (en) – The Pool of Life (1988)
- The Membranes – Kiss Ass Godhead! (1988)
- Neuro – The Electric Mothers of Invention (1993)
- Sensuround – When I Get to Heaven (1993)
- Mike Badger (en) – Volume (1999)
- Mike Badger – Double Zero (2000)
- Steve Roberts – It Just Is (2001)
- The La's – Lost La's 1986–1987: Callin' All (2001)
- Peter Wilkinson (Aviator) – Huxley Pig Part 1 (2002)
- Otaku No Denki – The Future Played Backwards (2003)
- Chris Elliot – Fierce Truth and Fortune (2007)
- Mike Badger – Rogue State (2011)
- Space - Blow Up Doll (2016)
- Space - Give Me Your Future (2017)
- The Thomas Scott Quintet - Marionette (2020)